# Abbazia di San Bonifacio
L'abbazia di san Bonifacio (in tedesco Abtei Sankt Bonifaz) è un monastero benedettino della congregazione bavarese che si trova a Monaco di Baviera, nel quartiere di Maxvorstadt; la chiesa abbaziale è sede dell'omonima parrocchia, affidata ai monaci benedettini.

## Storia
Il monastero fu fondato nel 1835 da Ludovico I Re di Baviera, nell'ambito dell'ampio progetto di rinvigorire la tradizione spirituale nel suo regno attraverso la creazione di nuovi centri monastici. La costruzione dell'intero complesso, su progetto di Georg Friedrich Ziebland, cominciò nel 1840 e si protrasse fino al 1850, anno in cui venne inaugurato: il 24 novembre venne dedicata la chiesa abbaziale, mentre il 1 dicembre fu eretta la parrocchia di San Bonifacio.
Nel corso della seconda guerra mondiale, sia la chiesa, sia il monastero furono gravemente danneggiati a causa della loro vicinanza al Königsplatz: il 25 aprile 1944 e il 7 gennaio 1945 vennero colpiti durante i bombardamenti e in parte distrutti. I lavori di ripristino, diretti da Hans Döllgast, effettuarono la ricostruzione della chiesa abbaziale solo per la metà della sua lunghezza originaria. Tra il 1971 e il 1975, lo spazio interno fu oggetto di una radicale riorganizzazione, con lo spostamento dell'area presbiterale al centro dell'ambiente; tra il 1976 e il 1977, nell'area restante della chiesa originaria, fu edificata un'ampia cappella in stile moderno. Tra il 1993 e il 1996, la chiesa è stata decorata con opere di gusto moderno dello scultore Friedrich Koller e del pittore Peter Burkart.

## Descrizione

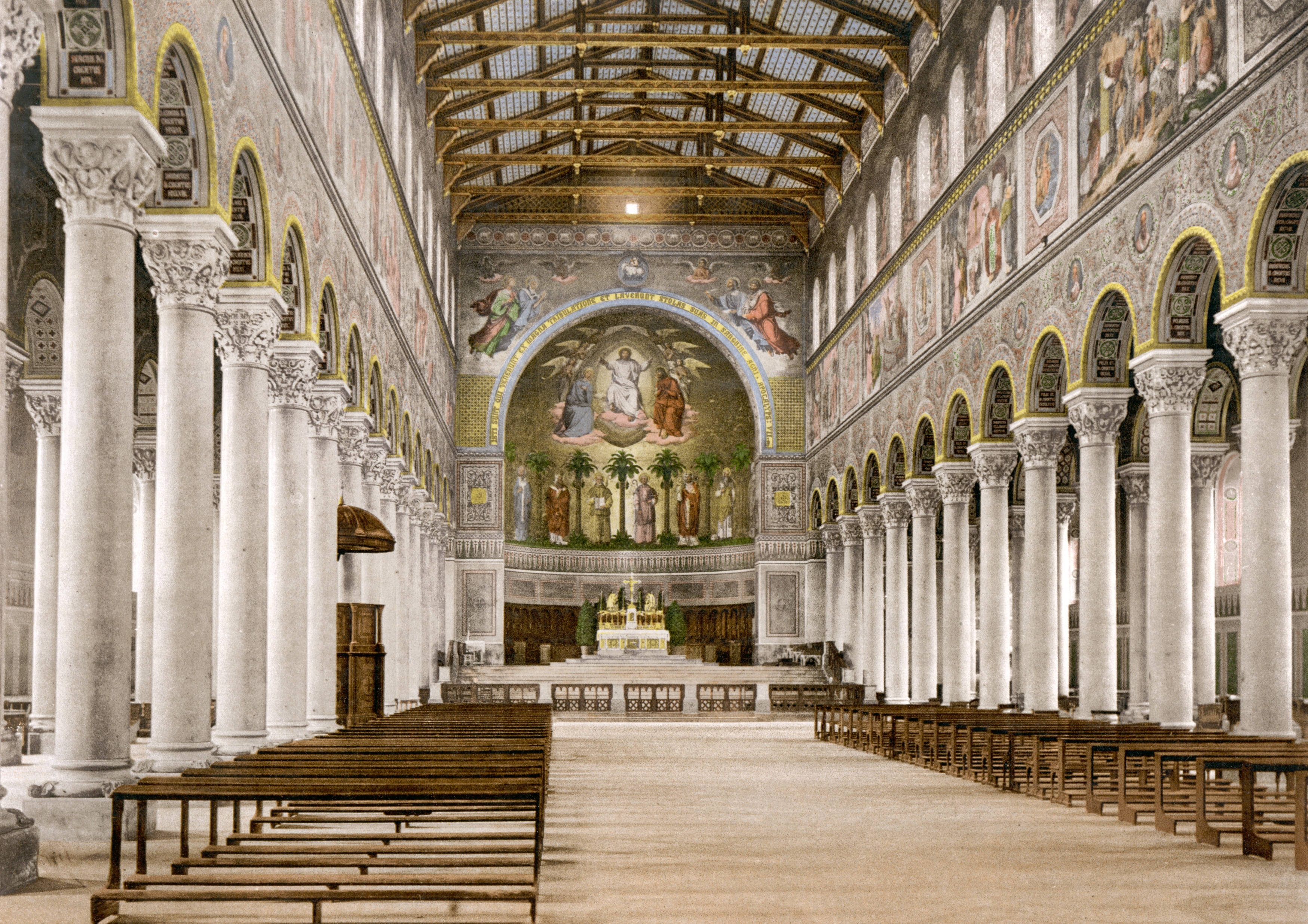
L'interno originario

La chiesa abbaziale, dedicata a san Bonifacio vescovo di Magonza, venne costruita su progetto di Georg Friedrich Ziebland, il quale prese spunto dalle basiliche paleocristiane e romaniche. Essa, in origine, misurava 76 metri di lunghezza e aveva l'aula suddivisa in cinque navate da quattro file di archi a tutto sesto poggianti su colonne marmoree; il soffitto era a capriate lignee e l'ambiente illuminato da numerose monofore che si aprivano sulla navata maggiore e sulle due più esterne. Il soffitto e le pareti erano decorate con dipinti di Heinrich Maria von Hess: nella navata maggiore, vi erano dodici Scene della vita di san Bonifacio, Episodi della storia della Chiesa in Baviera e trentaquattro medaglioni raffiguranti altrettanti pontefici. L'arco trionfale era dominato dalla figura dell'Agnus Dei, affiancato dagli Evangelisti; nel catino absidale vi era Gesù entro una mandorla e, in basso, diversi santi su fondo oro, tra i quali San Benedetto e San Bonifacio.

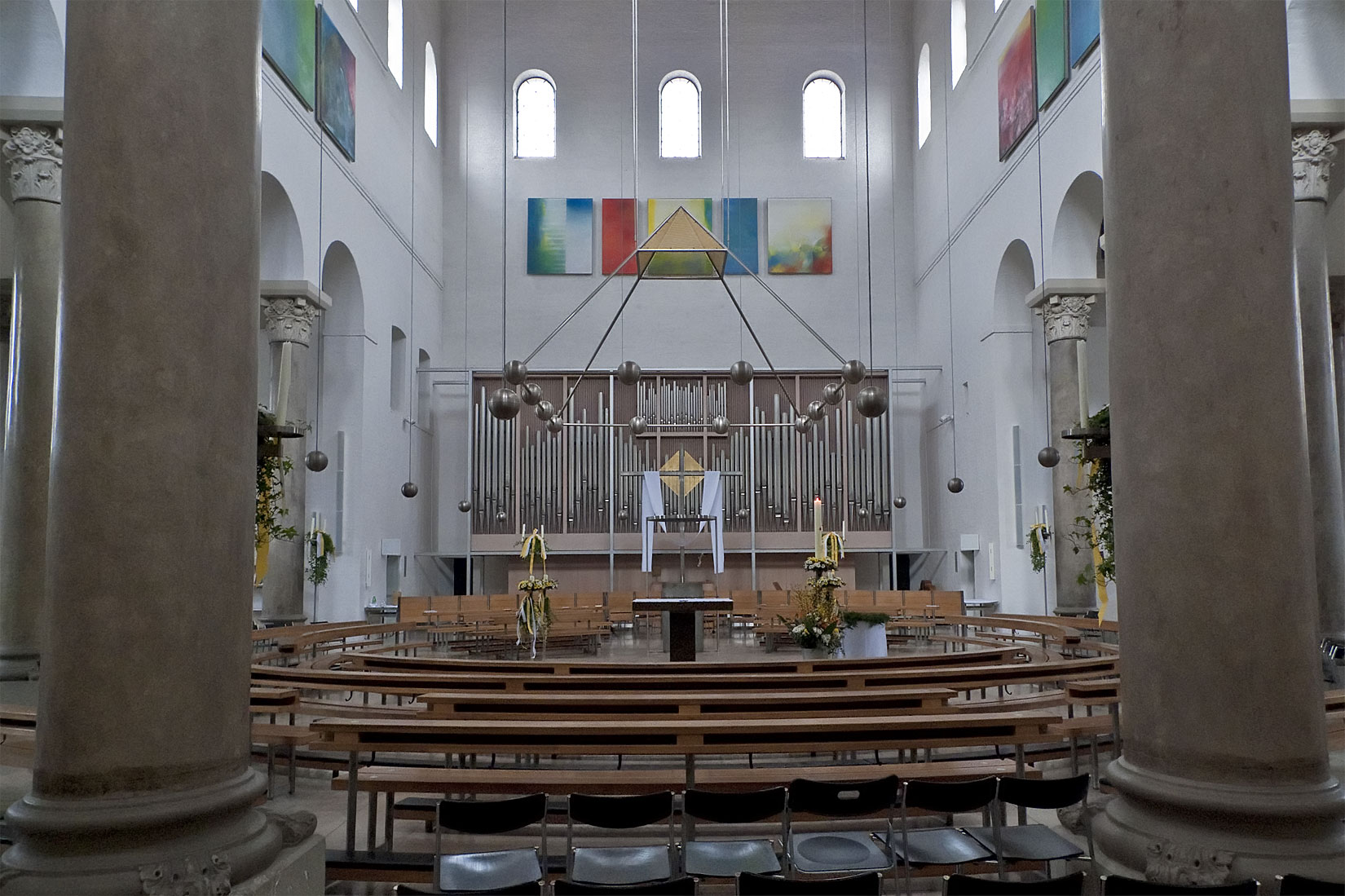
L'interno attuale

La facciata della chiesa è preceduta da un portico a nove arcate poggianti su colonne con i capitelli scolpiti; nella parte inferiore, si aprono tre portali, dei quali quello maggiore è internamente decorato con il Discorso escatologico del vangelo secondo Matteo (Matteo 24), di Friedrich Koller. Lo spazio interno, che è costituito dalla prima metà dell'aula originaria, conserva la struttura a cinque navate, ma non più il ciclo pittorico. Al centro della navata maggiore, l'altare poggiante su una pedana circolare. Alle pareti, quadri colorati astratti di Peter Burkart. Nella chiesa vi sono le sepolture di Ludovico I re di Baviera e della sua consorte Teresa di Sassonia-Hildburghausen.
A ridosso della parete di fondo della navata, si trova l'organo a canne Muhleisen opus 151, costruito tra il 1976 e il 1977. Ispirato agli strumenti sinfonici francesi, dispone di 51 registri su tre manuali e pedale. Il sistema di trasmissione è misto (meccanico per i manuali e il pedale, elettrico per i registri) e il materiale fonico è interamente alloggiato all'interno di una cassa lignea dalle fattezze moderne.

## Cronotassi degli abati
- Paulus Birker, O.S.B. (1850-1854)
- Bonifaz von Haneberg, O.S.B. (1854-1872)
- Benedikt Zenetti, O.S.B. (1872-1904)
- Gregor Danner, O.S.B. (1904-1919)
- Bonifaz Wöhrmüller, O.S.B. (1919-1951)
- Hugo Lang, O.S.B. (1951-1967)
- Odilo Lechner, O.S.B. (1967-2003)
- Johannes Eckert, O.S.B. (dal 2003)

## Galleria d'immagini

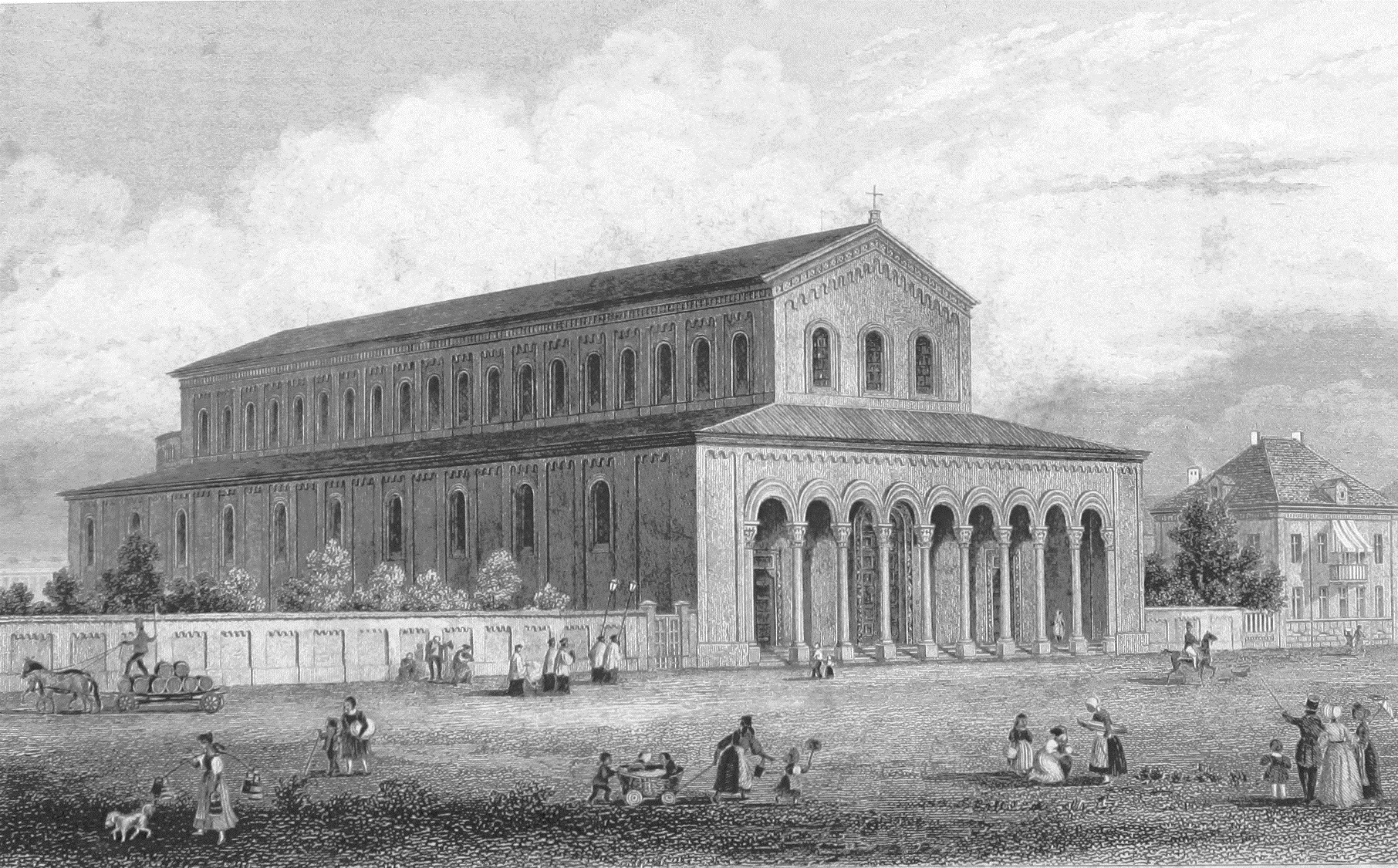
L'esterno nel 1854
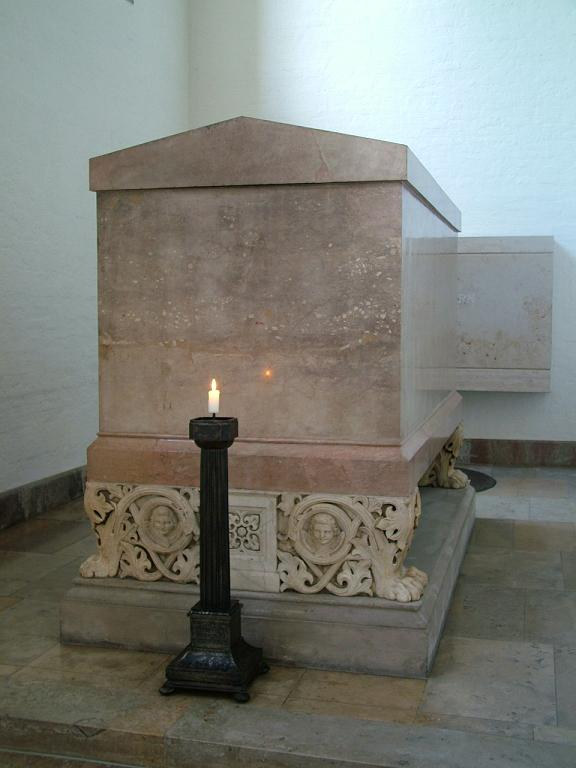
La tomba di Ludovico I di Baviera
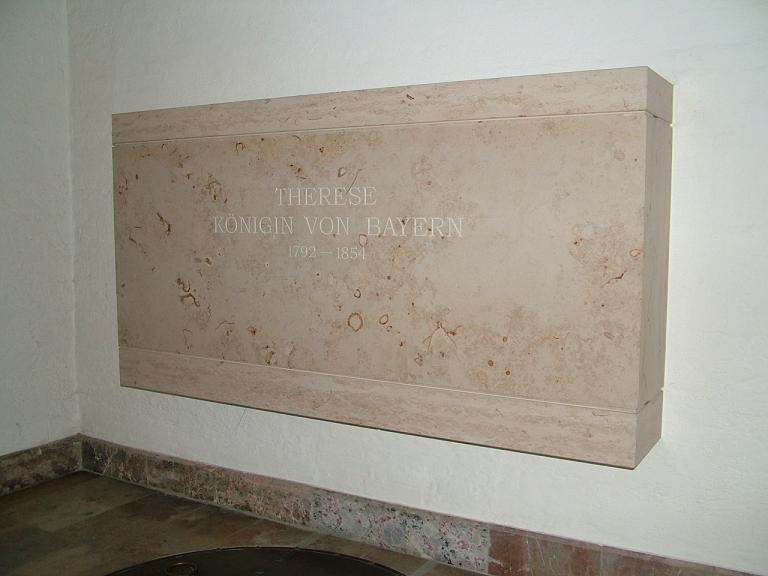
La tomba di Teresa di Sassonia-Hildburghausen
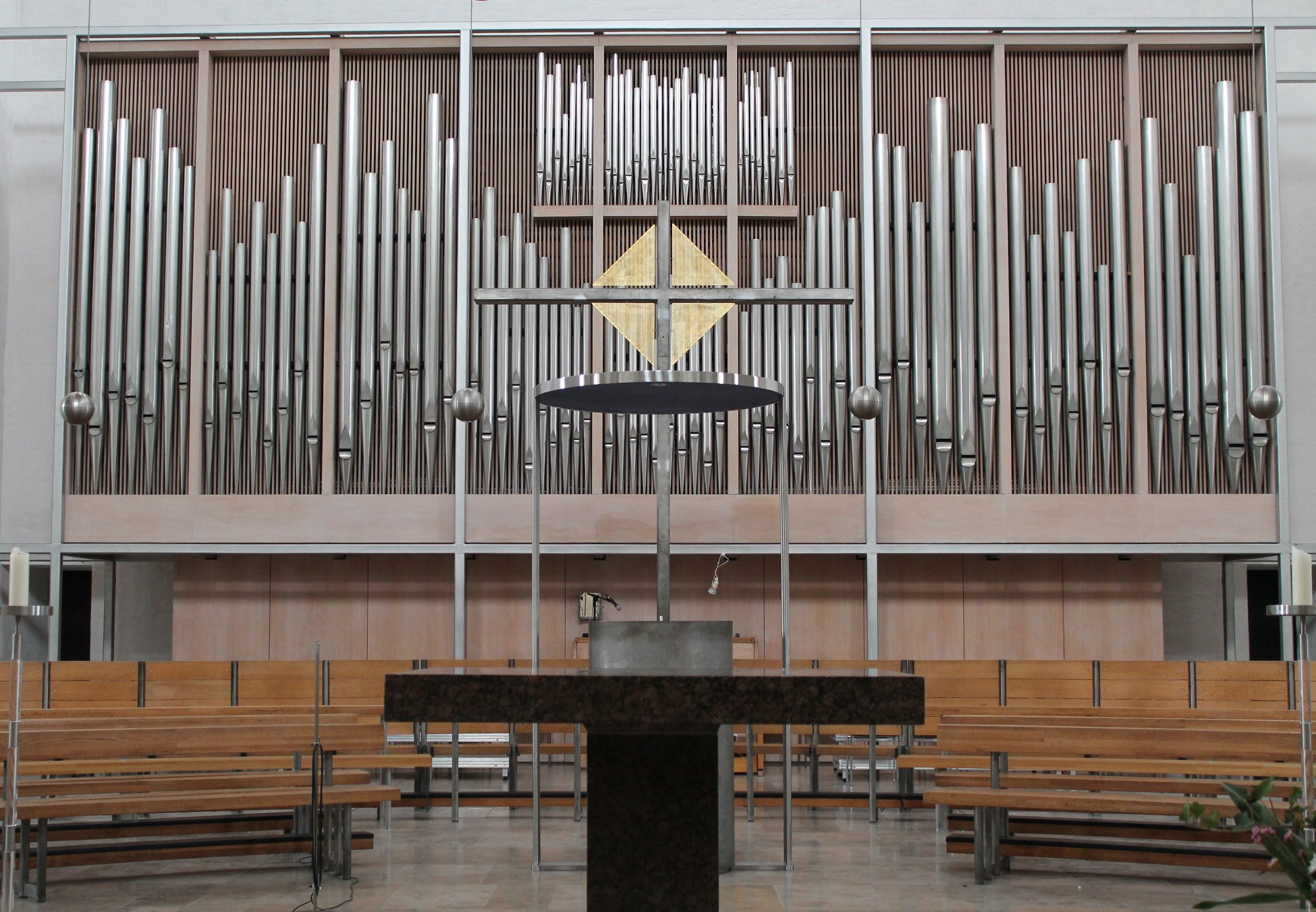
L'organo a canne